# L'abbraccio della vergine di ferro
L'abbraccio della vergine di ferro è un film muto italiano del 1919 diretto da Carlo Zangarini e Giovanni Mayda che partecipò anche come attore.